# Viličar
Viličar ili viljuškar je ime za industrijsko vozilo koje služi za prijenos i dizanje materijala. Moderni viličar razvijen je 1920-tih, nakon čega je postalo nezamjenjivi dio opreme u proizvodnim halama, lukama, i skladištima. Za rukovanje teretima koje valja smjestiti jedan na drugi, odnosno po visini, služe viljuškari (viličari) i portalna kola. Čelni viljuškar skida materijal naslagan na paletu tako što pod nju podveze viljušku. Potom se viljuška s teretom podigne i jarbol po kojem se viljuška podiže i spušta nakloni unatrag. Svim kretanjima upravlja vozač, sjedeći ili stojeći na viljuškaru, koji se pogoni elektromotorno ili Dieselovim motorom. Za dugačke terete prikladniji je postrani viljuškar, kojemu je viljuška smještena bočno. Kontejnerima barataju posebni viljuškari, takozvani hvatači kontejnera.

## Niskopodizna podna prenosila
Niskopodizna podna prenosila služe za prijenos materijala koji nije potrebno slagati jedan na drugi. Najstarija su izvedba takvih prenosila niskopodizna kolica s nosivom platformom koja je od 200 do 300 mm iznad poda. Kolica se podvezu pod teret složen na prijenosnom (transportnom) stalku (ploča na 4 kratke noge), pa se pomoću uređaja za podizanje podigne stalak s teretom i preveze na određeno mjesto, gdje se stalak s teretom spusti na pod. 
Budući da su standardizirane palete (na primjer europaleta) najčešće zamijenile prijenosne stalke, to su niskopodizni viljuškari gotovo potpuno istisnuli niskopodizna kolica. Viljuškari se vuku rukom ili imaju akumulatorski električni pogon. Upravljaju se ručno, i to hodajući uz viljuškar ili stojeći, odnosno sjedeći na viljuškaru. Uređaj za podizanje najčešće je hidraulički, pokretan ručno ili električki. Viljuška se može podići oko 100 mm. Nosivost niskopodiznih viljuškara iznosi od 1 200 do 3 000 kg, a brzina od 4 do 6 km/h. Niskopodizni viljuškari veoma su prikladni za raznošenje i sakupljanje paletiziranog tereta u radionicama i skladištima. Upotrebljavaju se za utovar i istovar vagona i kamiona preko utovarnih rampa ako se roba ne mora slagati jedna na drugu.
U istu grupu spadaju i nadvozna kola. Jednostavne, hidraulički pokretane hvataljke prihvaćaju teret i smještaju ga u prostor između 4 vozna kotača. Zbog takva središnjeg smještaja tereta omjer korisne i vlastite mase može iznositi oko 2:1, što je izvanredno povoljno. Nadvozna su kola veoma prikladna za prijenos velikih slogova dugačkih materijala (cijevi, šipke, drvena rezana građa i slično) na prostranim skladišnim prostorima. Nosivost iznosi od 5 do 25 tona, a brzina je do 60 km/h, pa i više. 

### Nasložna podna prenosila
Nasložna podna prenosila služe za prijenos i slaganje materijala koji je na paletama, u nasložnim sanducima ili u kontejnerima. Takva su prenosila visokopodizna podna prenosila, a među njih spadaju visokopodizni viljuškari ili samo viljuškari i portalna nasložna kola. Nasložna podna prenosila danas su najvažnija podna prenosila u unutrašnjem prijevozu (transportu). 
Zbog isplativosti, za putove vožnje dulje od 200 metara ne upotrebljavaju se nasložna podna prenosila, već vlakovi (kolica koja vuku tegljači) u kombinaciji s nasložnim podnim prenosilima, koja tada služe samo za utovar, istovar i slaganje. To osobito vrijedi za viljuškare jer su oni zbog velike vlastite mase (protumasa, uređaj za podizanje) skuplji od vlaka sastavljenog od tegljača i kolica. 
Čelni viljuškar skida naslagani materijal, koji je obično postavljen na paletu, tako da podveze viljušku pod teret. Tada je nagibni jarbol naklonjen naprijed da bi se viljuška lakše uvela u paletu. Nakon toga se viljuška s teretom podigne i jarbol se nakloni unatrag. Viljuškar se s teretom podignutim malo iznad poda odveze do određenog mjesta, gdje paletu s teretom postavi na naslagani odloženi materijal ili na pod. Svim tim gibanjima upravlja vozač, sjedeći ili stojeći na viljuškaru. Postoji i takozvani hodni potporni viljuškar uz koji vozač hoda i upravlja pomoću upravljačkog ruda. Hodni potporni viljuškar ima sprijeda isturene podne potpore tako da je težište tereta unutar raspona voznih kotača, pa se postiže manja protumasa i zbog toga povoljniji omjer korisne i vlastite mase. Jarboli viljuškara mogu biti kruti ili nagibni. Radi lakšeg zahvaćanja tereta nagibni se jarbol nagiba naprijed za oko 3°, a radi sigurnijeg nošenja tereta natrag za oko 10°. Uređaj za podizanje sastoji se od jarbola i podiznih kolica na kojima su pričvršćeni krakovi viljuške ili neka od mnogih naprava za prijenos tereta koji nisu na paletama, te od hidrauličkog uređaja za pokretanje. Jednostavni jarbol viljuškara podiže teret na visinu oko 2 m, a teleskopski jarbol i više od 6 m. Na pogonski motor viljuškara vezani su mehanizam za vožnju i jedna ili više hidrauličkih crpki (pumpi) za pokretanje uređaja za podizanje i naprava za prijenos te, ako je potrebno, uređaja za okretanje.
Viljuškari imaju nosivost od 0,25 do 50 tona, najčešće od 0,6 do 10 tona. Nosivost je viljuškara s 3 kotača i električnim pogonom do 1,5 tonu, a brzina vožnje do 10 km/h. Viljuškari s 4 kotača imaju nosivost veću od 1 tone, a za pogon služi motor s unutarnjim izgaranjem ili elektromotor. Brzina je vožnje do oko 20 km/h, ali doseže i do 40 km/h.
Za dugačke tereta (šipke, cijevi, drvena rezana građa i slično) mnogo su prikladniji postrani viljuškari nego čelni viljuškari s viljuškom s prednje strane. Postrani viljuškari povlačenjem jarbola unatrag i spuštanjem viljuške postavljaju teret na postranu nosivu platformu. Njihova nosivost iznosi od 1 do 8 tone, a doseže i do 50 tona. Brzina je vožnje obično oko 20 km/h, ali doseže i do 40 km/h.
Postrani i čelni viljuškari prihvaćaju prazne kontejnere sigurno. Za prihvaćanje, međutim, natovarenih kontejnera podvoženjem viljuške potrebno je puno spretnosti. Mnogo se brže i sigurnije prevoze kontejneri duljine 20 i 40 stopa pomoću hvatača kontejnera. Kontejnerski postrani viljuškari za kontejnere duljine od 6 do 9 metara (odnosno 20 i 30 stopa) grade se s nosivošću od 25 tona i za brzinu vožnje od 40 km/h, a za kontejnere od 12 metara (40 stopa) s nosivošću od 35 tona i za brzinu oko 50 km/h.

## Podna prenosila
Podna prenosila obuhvaćaju posebna (specijalna) vozila koja se slobodno kreću po podu ili općenito po ravnim plohama, a služe za vodoravan unutrašnji prijenos i pretovar u pogonima, skladištima i slično. Postoji mnogo različitih vrsta podnih prenosila, kao što su: ručna kolica, motorna kolica, tegljači, različita podizna kola, takozvana nadvozna kola, viljuškari i ostala nasložna prenosila. U usporedbi s normalnim cestovnim vozilima, svima su njima zajednička obilježja: manje vanjske mjere (dimenzije) i manje brzine vožnje. Sva podna prenosila imaju slične pogonske mehanizme za vožnju, upravljačke uređaje i ostale sklopove. 
Najvažniji su sklopovi podnih prenosila: pogonski mehanizam za vožnju i upravljački uređaj. O tim sklopovima najviše ovisi učin podnih prenosila u unutrašnjem prijenosu. Visok učin nekog podnog prenosila postiže se velikim ubrzanjem pri polasku, brzom promjenom smjera vožnje i dobrim zaokretom s malim polumjerom zavoja. Podna prenosila u proizvodnim pogonima ne smiju ispuštanjem ispušnih plinova, stvaranjem buke i slično nepovoljno utjecati na radne uvjete i sigurnost rada.

### Pogonski mehanizam za vožnju podnih prenosila
Pogonski mehanizam za vožnju podnih prenosila zajedno s izvorom energije mora biti smješten na vozilu. Zbog toga se upotrebljavaju samo dvije vrste pogona: akumulatorni električni i motorni s motorima s unutarnjim izgaranjem (Dieselovi i Ottovi motori). S obzirom na prijenosnik snage, motorni pogon može se izvesti kao dizelsko-mehanički, dizelsko-hidraulički i dizelsko-električni, odnosno benzinsko-električni pogon.

#### Akumulatorni električni pogon
U akumulatornom električnom pogonu olovni akumulatori, rjeđe NiCd akumulatori, opskrbljuju električnom strujom jedan ili više istosmjernih serijskih elektromotora. Električni napon akumulatora iznosi od 12 do 80 V, a kapacitet od 100 do 1 000 Ah, što podnom prenosilu omogućuje normalan rad tokom 6 do 8 sati. Elektromotori i akumulatori dimenzioniraju se prema najvećem okretnom momentu pri polasku na maksimalno dopuštenom usponu koji zbog toga ne smije biti veći od 5 do 12%. Brzina vožnje podnih prenosila s akumulatorskim električnim pogonom nije veća od 10 do 15 km/h. Prednost je akumulatorskog električnog pogona da se razmjerno jednostavno može napraviti sigurnim od eksplozije, a nedostatak je što se može samo kratkotrajno preopteretiti, pa ne podnosi česte uspone. Akumulatorni električni pogoni prikladni su za podna prenosila male do srednje nosivosti koja se kreću po dobroj voznoj podlozi u prostoriji. 

#### Pogon motorom s unutrašnjim izgaranjem
U pogonu motorima s unutrašnjim izgaranjem, Dieselov motor je gotovo sasvim istisnuo benzinski motor, jer je isplatljiviji, ima duži vijek trajanja i sadrži manje ugljikovog monoksida u ispušnim plinovima. Podna prenosila s dizelskim pogonom moraju biti opremljena pročistačem ispušnih plinova ako se upotrebljavaju za prijenos u zatvorenim halama. Uređaji za pročišćavanje ispušnih plinova besprijekorno rade samo ako se pažljivo održavaju, pa se zato preporučuje da se podna prenosila s Dieselovim motorima upotrebljavaju za prijenos izvan zgrada. U posljednje vrijeme sve se više uvode pogoni motorima na tekući plin (najčešće mješavina propan-butan) jer nema problema s ispušnim plinom.
Dieselov motor ima stalan (konstantan) okretni moment unutar relativno malog raspona brzina vrtnje, a snaga mu opada približno sukladno (proporcionalno) sa smanjenjem brzine vrtnje, što osobito vrijedi za puno opterećenje motora. Brzina vrtnje mijenja se u relativno uskim granicama od najveće do neke najmanje ispod koje motor ne može raditi, jer se pojavljuju smetnje u paljenju zbog previše hladnih stijenki cilindara, jer nastaju lupanja motora zbog eksplozije u mrtvoj točki i veće nejednolikosti u hodu stroja. Osim toga, svojstveno je za Dieselov motor da se može samo malo preopteretiti i da se opterećen ne može pokrenuti. Takva svojstva Dieselovog motora upravo su suprotna onome što zahtijeva pogon nekoga podnog prenosila, a to je: da se ono može opterećeno pokrenuti, da je brzina vožnje promjenjiva od nule do najveće brzine, da pri malim brzinama ima velik okretni moment, a pri velikim brzinama mali okretni moment, što traži stalnu (konstantnu) snagu pri različitim brzinama vožnje. Dizelski pogonski mehanizam može udovoljiti tim zahtjevima samo ako se Dieselov motor poveže s pogonskim kotačima preko mehaničkog prijenosnika koji može mijenjati okretni moment motora. Zbog prikladnosti i sigurnosti u radu za podna se prenosila primjenjuju sljedeće vrste prijenosnika: mehanički, hidraulički i električni prijenosnici te niz kombinacija tih prijenosnika. Pod prijenosnikom razumijeva se cjelokupni mehanizam za prijenos snage između Dieselova motora i pogonskih kotača. 

#### Mehanički prijenosnici
Mehaničke prijenosnike s mjenjačima brzine sličnim automobilskima imaju još samo podna prenosila male nosivosti i ona koja služe za vožnju bez tereta, kao na primjer motorna kolica i tegljači. Mehaničkim se mjenjačem pojedini stupnjevi brzine postižu ubacivanjem različitih zupčanika u zahvat s njihovim parovima. Za veće snage prikladniji su mjenjači sa spojkama, gdje su svi zupčanici neprestano u zahvatu, a za svaki stupanj brzine postoji posebna tarna spojka (spojka mjenjača). Spojkom se pripadni par zupčanika uključuje u prijenos snage a da se pri tom ne prekida vučna sila. 
Da bi se smanjio broj prebacivanja ručice mjenjača i tako olakšao rad vozaču podnog prenosila, ugrađuje se hidrodinamička spojka između Dieselova motora i glavne odvojne spojke. Hidrodinamička spojka omogućuje mekano ubrzavanje u svakom stupnju brzine i sprečava da se motor ugasi. Udobnost vožnje i rada viljuškarima srednje i veće nosivosti još se bolje postiže ugradnjom hidrodinamičkog transformatora u prijenosnik snage uz uključivanje brzina spojkom mjenjača ili automatskim uključivanjem. Podna prenosila koja se trebaju kretati naprijed i natrag istom brzinom vožnje moraju imati ugrađen prekretnik. 
Zbog jednostavnosti upravljanja i izvanredne mogućnosti regulacije sve se više primjenjuje hidrostatski pogon, i to osobito za viljuškare male nosivosti. Najčešće upotrebljavani spojevi hidrostatskih pogonskih mehanizama za vožnju imaju samo jedan hidraulički motor, koji oba pogonska kotača tjera paralelno spojena hidraulička motora u hidrauličkom krugu koji djeluje kao diferencijal. U hidrostatske pogonske mehanizme za vožnju skoro se jedino ugrađuju aksijalne klipne pumpe i aksijalni klipni motori.
Podna prenosila s 3 kotača mogu se okretati upravljanjem jednog kotača. Upravljanje jednim kotačem (pogonskim) omogućuje okretanje na mjestu. Okretanje podnih prenosila s 4 kotača postiže se upravljanjem s 2 ili 4 kotača. Upravljanje s 4 kotača omogućuje okretanje s manjim polumjerom.

## Vanjske poveznice
|  | Zajednički poslužitelj ima još gradiva o temi Viličar |